# Odenthal
Odenthal – gmina w Niemczech, w kraju związkowym Nadrenia Północna-Westfalia, w rejencji Kolonia, w powiecie Rheinisch-Bergischer Kreis.

## Geografia
Gmina leży w zachodniej części Niemiec, kilkadziesiąt kilometrów od Zagłębia Ruhry, w pobliżu takich miast jak: Kolonia, Leverkusen i Düsseldorf.

## Podział administracyjny
Jedną z jednostek administracyjnych gminy (Ortsteil) jest Altenberg.

## Demografia
| Rok  | Mieszkańcy |
| 1990 | 13 218     |
| 2003 | 15 439     |
| 2004 | 15 741     |
| 2005 | 15 781     |
| 2006 | 15 718     |